# 京都4歳ステークス
京都4歳ステークス（きょうとよんさいステークス）は、日本の日本中央競馬会が京都競馬場の芝1700mで施行していた中央競馬の重賞競走である。

## 概要
1955年に4歳（現3歳）限定のハンデキャップの重賞競走、京都4歳ステークスとして創設、第1回は京都競馬場の芝1700mで施行された。
しかし1956年における中央競馬の番組改正により、第1回競走のみで廃止された。
出走資格は、4歳（現3歳）限定の中央競馬に所属の競走馬。
負担重量は、ハンデキャップである。
1着賞金は当時の金額で70万円だった。

## 歴史
- 1955年 京都競馬場の芝1700mの4歳（現3歳）限定のハンデキャップの重賞競走、京都4歳ステークスとして創設。
- 1956年 第1回競走を最後に廃止。

### 歴代優勝馬
| 回数  | 施行日        | 競馬場 | 距離    | 優勝馬     | 性齢 | タイム   | 優勝騎手 | 管理調教師 | 馬主       |
| ----- | ------------- | ------ | ------- | ---------- | ---- | -------- | -------- | ---------- | ---------- |
| 第1回 | 1955年6月26日 | 京都   | 芝1700m | カミサカエ | 牡3  | 1:44 3/5 | 松本実   | 加藤清一   | 野上辰之助 |